# Pascal Schmidt (Fußballspieler, 1993)
Pascal Schmidt (* 2. Mai 1993 in Stuttgart) ist ein deutscher Fußballspieler.

## Karriere
Pascal Schmidt begann das Fußball spielen bei dem SV Germania Bietigheim und spielte danach in der Jugend beim SGV Freiberg. Anschließend folgte ein Wechsel in die Jugend zum VfB Stuttgart, dort absolvierte Schmidt in der B-Junioren-Bundesliga sowie in der A-Junioren-Bundesliga jeweils 6 Spiele. Im Sommer 2011 wechselte er zur U19 der Stuttgarter Kickers und absolvierte bereits in der gleichen Saison schon Spiele in der zweiten Mannschaft. Zur Saison 2012/13 blieb er der U23 der Kickers erhalten und gab am 6. Oktober 2012 beim 3:0 gegen den FC Rot-Weiß Erfurt sein Profidebüt, als er in der 89. Minute eingewechselt wurde. Nach der Saison 2013/14 verließ er die Kickers um sich seinem internationalen Studium zu widmen. Schmidt ging an die Simon Fraser University in Vancouver, Kanada. Mit dem hochschuleigenen Fußballteam nahm er an den NCAA Wettbewerben teil.